# マゴマエフ (小惑星)
マゴマエフ (4980 Magomaev) は小惑星帯に位置する小惑星。ロシアの女性天文学者リュドミーラ・チェルヌイフが発見した。
1960年代から1970年代にソビエト連邦で活躍したアゼルバイジャンの歌手、ムスリム・マゴマエフ (Muslim Magomayev) から命名された。